# Parrano
Parrano è un comune italiano di 495 abitanti della provincia di Terni in Umbria.

## Geografia fisica

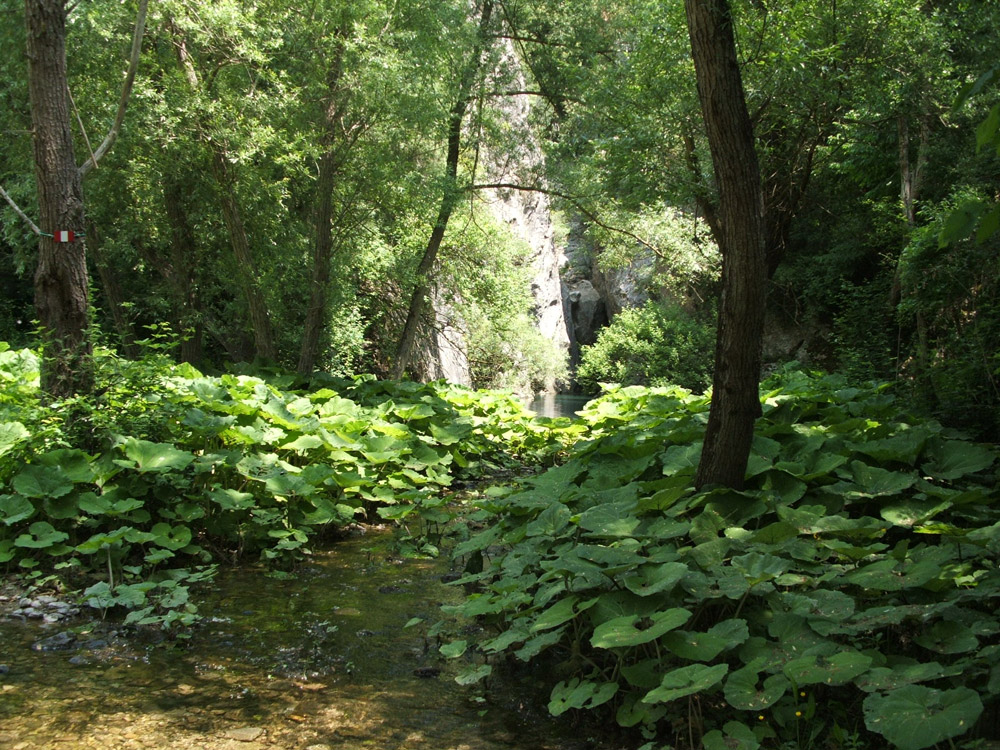
Forra di Parrano

Il toponimo ha origini romane, probabilmente dal cognome latino Parra (upupa o civetta) a cui segue il suffisso ‑anus (usato per indicare il possesso), e risulta per la prima volta in un documento della fine del XIII secolo, A magistro Dominico de Parrano solvente pro presbitero Vitali de Parrano.
Appartenente alla Comunità Montana Monte Peglia e Selva di Meana, Parrano si trova su un'altura di oltre 400 m s.l.m., a nord ovest di Terni, a sud ovest di Perugia, e a 40 km a nord di Orvieto da cui si raggiunge – dopo un tratto di autostrada – con la strada provinciale 52 che si inerpica fino al borgo, da cui si domina la valle del fiume Chiani.
Alla base del rilievo su cui si trova il borgo si snoda un labirinto di cavità carsiche, le Tane del Diavolo., dove scorrono acque termali che scaturiscono in una pozza a una temperatura di circa 28 gradi. In queste forre sono stati trovati reperti che risalgono all'Età del bronzo. La Tana Minore, la Tana del Rospo Superiore e la Tana del Faggio, o Grotta Grande, sono le cavità più scandagliate. Nei meandri della Forra vennero scoperti fondi di capanne, ceramiche, vasetti di terracotta, collane e frammenti di ossi animali. Il comune di Parrano è lambito anche dal torrente Fersinone.

## Storia

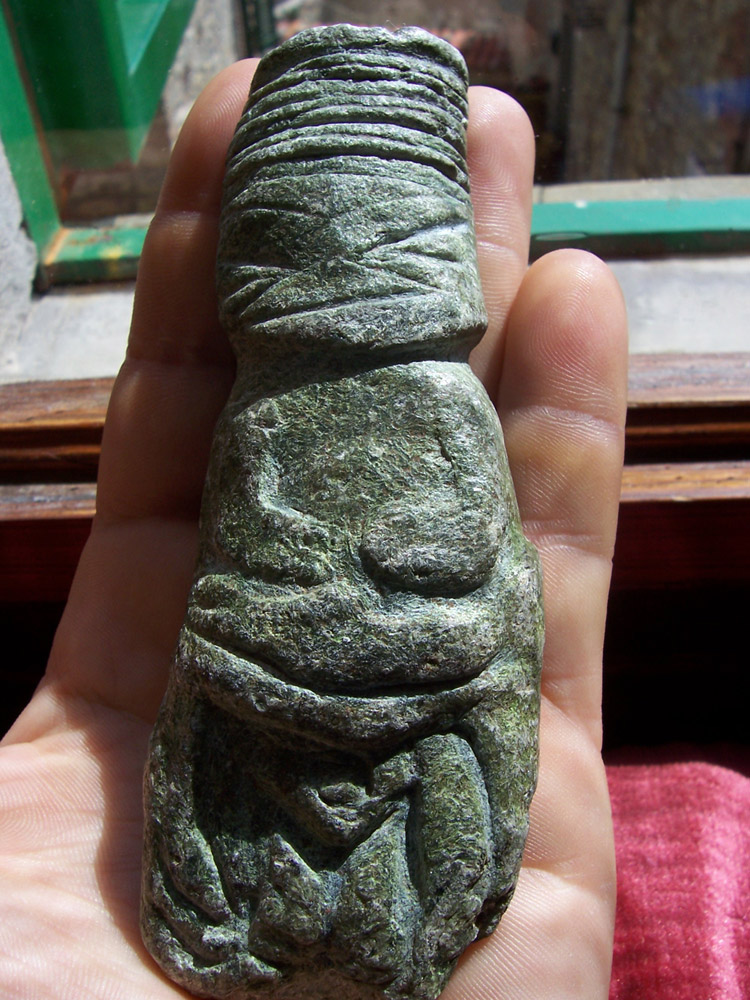
La Venere Verde

Secondo i molti reperti ritrovati, risulta che l'area di Parrano era abitata nell'era del Paleolitico superiore. Il ritrovamento di una statuetta verde scolpita nella steatite, anch'essa risalente al Paleolitico superiore e che rappresenta una figura di donna, assieme alla scoperta di resti animali e di cereali inceneriti, fanno pensare che il luogo sia stato un sito preistorico rivolto alle pratiche religiose. A volte non valorizzati poiché non se ne comprese il valore, piatti di rame e urne cinerarie di fattura etrusca furono scoperti nelle terre di Parrano. Tombe di origine etrusca e romana sono state rinvenute attorno a Parrano, e questo fa supporre che i Romani abitassero il territorio. L'ipotesi è confermata dal ritrovamento di resti romani durante opere di ristrutturazione degli anni settanta del secolo scorso, e dall'osservazione della pianta del borgo la cui disposizione a scacchiera ricorda l'assetto degli accampamenti romani. Il castello che sorge in cima all'altura venne per la prima volta richiamato in un documento del 1118, attraverso il quale il vescovo di Orvieto Guglielmo investiva Bernardo di Bulgarello del titolo di conte con i privilegi feudali su Parrano.
L'acquisizione delle terre di Parrano furono il primo passo della famiglia Bulgarelli per la creazione di un territorio che comprendeva anche Monteleone d'Orvieto, Civitella dei Conti, Montegiove. Durante il Medioevo, il feudo che faceva capo a Parrano rimase sempre autonomo dalla città di Orvieto, conteso fra le famiglie dei Conti di Marsciano e dei Baglioni con l'intromissione a più riprese del Papato fino al 1816, anno dell'abolizione del feudalesimo.

## Monumenti e luoghi d'interesse

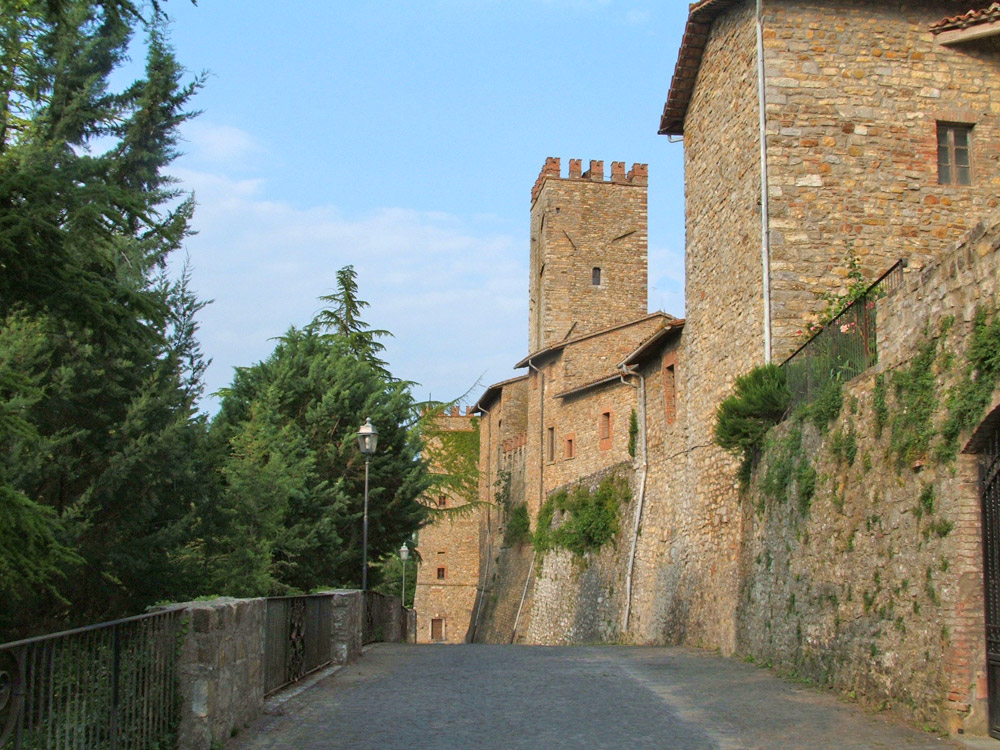
Il castello

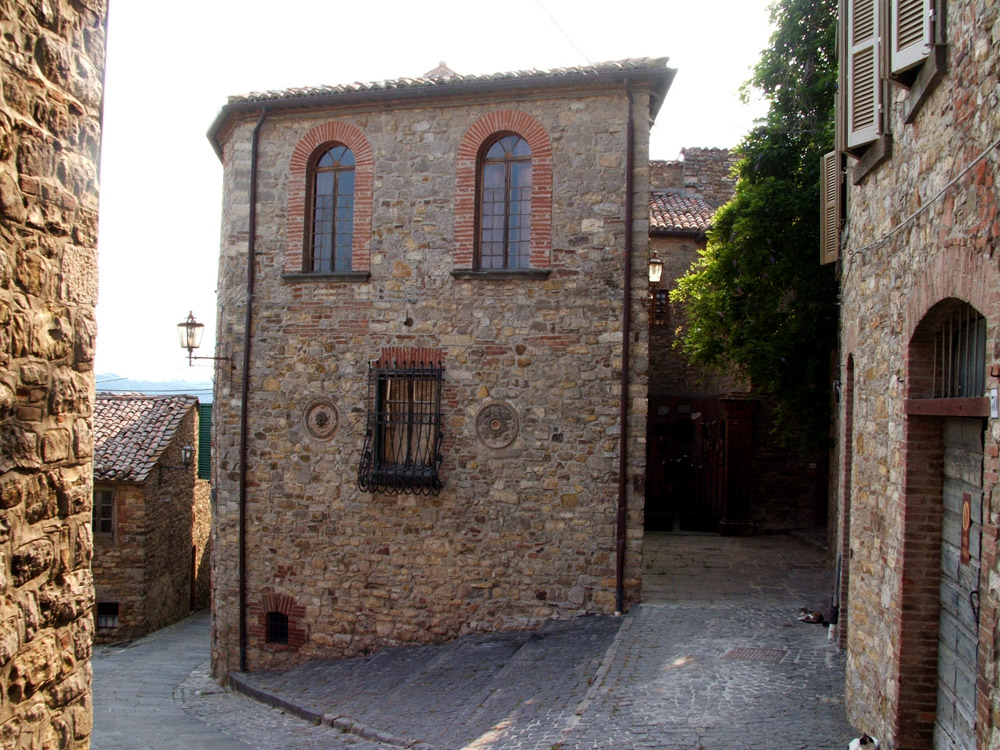
Vicoli di Parrano

### Il borgo
L'insediamento, di forma allungata, si distende lungo due strade che partono da una piazza centrale e che attraversano un reticolo di viuzze che danno al borgo una fisionomia tipicamente medievale. L'abitato vide nel tempo l'edificazione di una struttura difensiva muraria, sorta nella metà del secolo XIV. Nel secolo XVII l'aspetto trecentesco fu in parte alterato da interventi di ristrutturazione a opera di artigiani sotto la direzione di Andrea Selva. Nonostante successive operazioni urbanistiche, le case che formano Parrano sono semplici e lineari, e sono rarissime le costruzioni che hanno la struttura di palazzo.

### Il castello
L'edificio del castello domina l'abitato di Parrano, ed è stato il nucleo attorno a cui si sviluppò il borgo. Costruito in posizione strategica su rovine romane, aveva il ruolo di avvistamento, funzione evidenziata dalle due alte torri merlate a pianta quadrata che sono situate agli estremi della costruzione. Il Castello ha un giardino pensile, le cui mura di sostegno vennero edificate durante una ristrutturazione nel Settecento e che permettono l'ingresso attraverso la Porta Ripa e la Porta Piazza.
Dal momento che Parrano era un feudo di proprietà dello stato Pontificio, il castello aveva dei locali che ospitavano il Papa quando questi era di passaggio nella tenuta e un sistema di accesso che permetteva al Papa di raggiungere le stanze a cavallo. Per sua comodità, dalla stanza si poteva passare alla cappella di San Biagio che immetteva direttamente nella chiesa di Parrano. Dal 2006 i nuovi proprietari hanno ricavato all'interno della fortezza un albergo e un sistema di sfruttamento delle acque termali.

### Le terme
Alle pendici del colle su cui sorge Parrano si trova il parco termale. Nelle prossimità di una struttura di legno che contiene un bar e un locale per i massaggi, due piscine di acqua termale offrono relax e proprietà curative. L'acqua è infatti consigliata contro i disturbi della digestione e le affezioni al fegato. Il toponimo “Torrente Bagno” testimonia l'impiego originale delle acque, confermandone l'utilizzo.

## Società

### Evoluzione demografica
Abitanti censiti